# 1442
1442 (MCDXLII) var ett normalår som började en måndag i den julianska kalendern.

## Händelser

### Mars
- 24 mars – Linköpings kloster brinner ner.[1]

### Maj
- 2 maj – Kristofers landslag stadfästs. Den kommer att gälla som svensk lag (i en eller annan form) fram till dess att 1734 års lag antas.

### Juni
- 1 juni – Kung Erik av Pommern avsätts i Norge, varvid Kristofer av Bayern också blir kung av Norge.

### Augusti
- 2 augusti – Termen "kungsådra" förekommer för första gången i en svensk kungsdom. Kungsådran var den del av strömfåran i vattendrag som ej fick överbyggas eller stängas.

### Hösten
- Hösten – Karl Knutsson (Bonde) bosätter sig permanent i Viborg.

### Okänt datum
- Det svenska drotsämbetet avskaffas och ersätts med hovmästarämbetet efter dansk modell.

## Födda
- 1 januari – Margareta av Bayern, markisinna av Mantua.
- 28 april – Edvard IV, kung av England och herre över Irland 1461–1470 och 1471–1483.

## Avlidna
- 29 april – Krister Nilsson (Vasa), svensk riddare, riksråd och ståthållare, drots sedan 1435.
- 14 november – Yolanda av Aragonien, fransk regent de facto och titulärdrottning av Aragonien

### Fotnoter
1. ↑  ”Värmlands brandhistoriska klubb”. Arkiverad från originalet den 12 oktober 2011. https://www.webcitation.org/62NB7kO36?url=http://www.brandhistoriska.org/olyckor_se.html. Läst 25 mars 2011.